# نهج التعزيز المجتمعي وتدريب العائلة
منهج التعزيز المجتمعي والتدريب العائلي واختصارا (كرافت CRAFT) هو منهج من العلاج السلوكي في المعالجة النفسية يُستخدم لمعالجة الإدمان طوره روبرت ج. مايرز في أواخر العقد 1970. عمل مايرز مع ناثان أزرين [الإنجليزية] في أوائل السبعينيات عندما كان يطور منهج التعزيز المجتمعي (كرا CRA) الخاص به والذي يستخدم تقنيات الإشراط الاستثابي (يسمى كذلك إدارة العوارض) لمساعدة الناس على تعلم تقليل قوة إدمانهم والاستمتاع بحياة صحية. قام مايرز بالاستناد على منهج كرا لإنشاء كرافت الذي وصفه بأنه "كرا يعمل من خلال أفراد العائلة". يجمع كرافت بين كرا وتدريب العائلة لتزويد أزواج وزوجات المدمنين بتقنيات الدعم لتشجيع أحبائهم على بدء ومواصلة العلاج وتزويدهم بدفاعات ضد آثار الإدمان التي تسبب الضرر لهم.

## نظرة عامة
كرا هو علاج محدود المدة. في العلاج محدود المدة، يُحدَّد عدد معين من الجلسات (مثلا 16 جلسة) أو حد زمني (مثلا سنة واحدة) إما في بداية العلاج أو في المراحل الأولى منه.
منهج التعزيز المجتمعي والتدريب العائلي (كرافت) هو كرا يعمل عبر أفراد العائلة. وهو "مصمم لزيادة احتمالات دخول متعاطي العقاقير الذي يرفض العلاج في برنامج علاجي، وكذلك تحسين حياة أفراد عائلته المهتمين به". يُعلِّم كرافت استخدام مكافآت صحية لتشجيع السلوكيات الإيجابية. بالإضافة إلى أنه يركز على مساعدة متعاطي المخدرات وعائلته كذلك.
منهج التعزيز المجتمعي للمراهقين [الإنجليزية] (A-CRA) هو منهج تعزيز مجتمعي "يستهدف المراهقين الذين يعانون من مشاكل تعاطي العقاقير ومقدمي الرعاية لهم".